# فارغاشي (كورغان)
فارغاشي (بالروسية: Варгаши) هي مدينة في مقاطعة كورغان أوبلاست في روسيا.
يبلغ عدد سكانها حوالي 10399 نسمة.